# Secret Passion (альбом Аманды Лир)
Secret Passion (с англ. — «Тайная страсть») — седьмой студийный альбом французской певицы Аманды Лир, выпущенный в 1986 году на лейбле Disques Carrère.

## Об альбоме
Secret Passion стал первым полноформатным студийным альбомом Аманды после ее ухода из Ariola Records. Он был записан на студиях Stefana в Лос-Анджелесе и Hollywood Studios в Риме с участием в основном американских композиторов, музыкантов и аранжировщиков. В отличие от предыдущих альбомов, Аманда мало участвовала в написании песен, с незначительным вкладом только в три песни. Материал демонстрировал танцевальный синти-поп-саунд, спродюсированный Кристианом Де Уолденом вместе со Стивом Сингером. Secret Passion был выпущен компанией Disques Carrère, крупным лейблом во франкоязычных странах, таких как Франция, Бельгия, Швейцария и Канада в 1970-х и 1980-х годах.
«Les Femmes», франкоязычная версия «She Wolf», была выпущена в качестве лид-сингла в 1986 году. Кавер-версии песен группы The Troggs «Wild Thing» и «Time’s Up» были выпущены в начале 1987 года, причем последняя была выпущена только в Соединённом Королевстве. «Aphrodisiac» был перезаписан на французском языке и переименован в «Aphrodisiaque» для выпуска сингла исключительно во Франции. Во время сессий записи альбома была записана обновленная танцевальная версия фирменной песни Лир «Follow Me», а затем выпущена в качестве сингла для продвижения Secret Passion, хотя она и не была включена в альбом. Несмотря на частые телевизионные выступления, ни одному синглу не удалось попасть в чарты.
Альбом был задуман не только как возвращение Аманды Лир после нескольких лет работы в основном в качестве успешной телеведущей, но и как серьёзная попытка начать свою карьеру в англоязычных странах, таких как США, Канада и Великобритания. Однако, когда Лир готовилась начать рекламу альбома, она пострадала в автокатастрофе, восстановительный период занял несколько месяцев, и она не смогла продвигать альбом. В результате он оказался не таким успешным в коммерческом плане, как планировалось.
Хотя альбом не был выпущен на CD как таковой, треки появились на ряде сборников, лицензированных Siebenpunkts Verlag Gmbh/ZYX Music/Mint Records на протяжении многих лет, и все восемь песен появились на сборниках I’m a Mistery — The Whole Story (2001) и Living Legend (2003).

## Список композиций
| №  | Название                        | Автор(ы)                                                    | Длительность |
| -- | ------------------------------- | ----------------------------------------------------------- | ------------ |
| 1. | «Desire»                        | Кале Робертс, Франк Ансельмо                                | 4:18         |
| 2. | «Wild Thing»                    | Чип Тейлор                                                  | 3:36         |
| 3. | «I Want My Name on a Billboard» | Стив Сингер, Маргарет Харрис, Питер Ван Астен, Ричард Дебуа | 4:25         |
| 4. | «She Wolf»                      | Маделинн Фон Риц, Гэри М. Джонсон                           | 4:17         |

| №  | Название        | Автор(ы)                                               | Длительность |
| -- | --------------- | ------------------------------------------------------ | ------------ |
| 1. | «Mannequin»     | Майкл Прайс, Аманда Лир                                | 3:32         |
| 2. | «I’m a Mistery» | Серафим, Аманда Лир, Роланд Винсент                    | 4:35         |
| 3. | «Aphrodisiac»   | Майк Степстон, Стив Сингер, Аманда Лир, Ленни Макалузо | 3:44         |
| 4. | «Time’s Up»     | Мара Кубедду, Майкл Бернард, Боб Эсти                  | 4:55         |